# Гёдёллё
Гё́дёллё (венг. Gödöllő, ˈɡødølːøː) — город в центральной части Венгрии, в медье Пешт. Население — 32 495 человек (2007). В городе расположен Королевский дворец, одна из главных достопримечательностей в окрестностях Будапешта.

## География и транспорт
Город расположен в 30 километрах к северо-востоку от Будапешта. Гёдёллё связан со столицей линией пригородного поезда HÉV (Örs vezér tere — Gödöllő). Время в пути до станции Örs vezér tere на востоке Будапешта, где можно сделать пересадку на городское метро, составляет около 50 минут. Кроме того, между Будапештом и Гёдёллё существует автобусное сообщение.
Можно добраться до Гёдёллё из Будапешта и поездом с Восточного вокзала, время в пути до Гёдёллё составляет около 30 минут.

## Климат
| Показатель                    | Янв.  | Фев.  | Март  | Апр. | Май  | Июнь | Июль | Авг. | Сен. | Окт. | Нояб. | Дек.  | Год   |
| ----------------------------- | ----- | ----- | ----- | ---- | ---- | ---- | ---- | ---- | ---- | ---- | ----- | ----- | ----- |
| Абсолютный максимум, °C       | 18,1  | 19,7  | 25,4  | 30,2 | 34,0 | 39,5 | 40,7 | 39,4 | 35,2 | 30,8 | 22,6  | 19,3  | 40,7  |
| Средний суточный максимум, °C | 1,2   | 4,5   | 10,2  | 16,3 | 21,4 | 24,4 | 26,5 | 26,0 | 22,1 | 16,1 | 8,1   | 3,1   | 15,0  |
| Средняя температура, °C       | −1,6  | 1,1   | 5,6   | 11,1 | 15,9 | 19,0 | 20,8 | 20,2 | 16,4 | 11,0 | 4,8   | 0,4   | 10,4  |
| Средний суточный минимум, °C  | −4    | −1,7  | 1,7   | 6,3  | 10,8 | 13,9 | 15,4 | 14,9 | 11,5 | 6,7  | 2,1   | −1,8  | 6,3   |
| Абсолютный минимум, °C        | −25,6 | −23,4 | −15,1 | −4,6 | −1,6 | 3,0  | 5,9  | 5,0  | −3,1 | −9,5 | −16,4 | −20,8 | −25,6 |
| Норма осадков, мм             | 38,5  | 36,7  | 37,4  | 47,2 | 64,5 | 69,8 | 50,4 | 49,5 | 42,7 | 46,9 | 59,9  | 49,3  | 592,8 |
| Источник:                     |       |       |       |      |      |      |      |      |      |      |       |       |       |

## История
В XVIII веке Гёдёллё принадлежало графу Анталу Грашшалковичу, советнику императрицы Марии Терезии.
В 30-х годах XVIII века Грашшалкович задумал грандиозный проект — построить в Гёдёллё великолепный дворец. Будучи ревностным католиком, граф собирался окружить свой дворец домами специально приглашённых колонистов, исповедующих католицизм, создав, таким образом, построенный с нуля католический город.
Строительство дворца началось в 1733 году по проекту архитектора А. Майерхоффера, строительство и отделка внутренних интерьеров продолжалось более 25 лет, вплоть до 1760 года. Дворец стал одним из шедевров венгерского барокко и образцом для архитектурного подражания. Вокруг дворца был разбит громадный парк. Параллельно возводились и дома колонистов, которые заселяли переселенцы, в основном, из католических земель Германии.
После завершения строительства императрица Мария Терезия посетила Гёдёллё, ей был оказан роскошнейший приём. В 1763 году Гёдёллё получил право на проведение ярмарок.
В 1841 году линия князей Грашшалковичей пресеклась, в 1867 году дворец перешёл императору Францу-Иосифу и его жене Елизавете «в качестве коронационного подарка от венгерского народа». Августейшая чета превратила Гёдёллё в свою летнюю резиденцию и переименовала его в Королевский дворец.
В 1920—1944 годах дворец принадлежал Миклошу Хорти, регенту Венгрии. Во время Второй мировой войны дворец был полуразрушен и в дальнейшем пребывал в запустении и медленно разрушался, его часть использовалась под дом престарелых, часть — под склады.
После второй мировой войны во дворце дислоцировались небольшие воинские подразделения Южной группы войск ВС СССР: топографический отряд, отдельная рота связи, склад средств связи с ремонтной мастерской. Численность подразделений постепенно сокращалась, и в 1990 году последнее подразделение было выведено с территории дворца.
Сам город вокруг дворца был полностью перестроен и застроен, в основном, безликими типовыми домами эпохи социализма.
В 1994 году началось постепенное восстановление находящегося в ужасном состоянии дворцового комплекса. К 2007 году полностью отреставрированы центральный корпус и его внутренние интерьеры, продолжаются работы в боковых флигелях и павильонах парка.

## Достопримечательности
- Королевский дворец (Дворец Грашшалковичей) — барочный шедевр, одна из самых знаменитых дворцовых усадеб Венгрии. В настоящее время на отреставрированных площадях располагается музейный комплекс, на прочих продолжаются работы. Во дворце заслуживают внимания восстановленные интерьеры императорских покоев, а также дворцовая часовня св. Иоанна Непомуцкого. В южном крыле дворца можно ознакомиться с театром эпохи барокко, созданным в 1780-х годах. Дворец окружён парком площадью 29 га.
- Елизаветинский парк. Часть дворцового парка, названная в честь погибшей от рук террориста императрицы Елизаветы. В центре парка — статуя императрицы, заслуживает внимания также кальварий со скульптурными изображениями стояний Крестного пути.
- Городской музей. Расположен в старейшем сохранившемся здании города (1662). Действуют постоянные выставки, посвящённые венгерскому искусству.
- Аграрный университет.

## Население
| Год  | Численность | Численность |
| ---- | ----------- | ----------- |
| 1870 | 3661        | [ 3 ]       |
| 1880 | 3940        |             |
| 1890 | 4844        |             |
| 1900 | 5893        |             |
| 1910 | 7569        |             |
| 1920 | 10 262      |             |
| 1930 | 11 056      |             |
| 1941 | 11 825      |             |
| 1949 | 12 216      |             |
| 1960 | 17 693      |             |
| 1970 | 21 929      |             |
| 1980 | 28 096      |             |
| 1990 | 28 195      |             |
| 2001 | 31 105      |             |
| 2011 | 32 522      |             |
| 2013 | 32 792      | [ 4 ]       |
| 2014 | 32 588      | [ 5 ]       |
| 2021 | 31 779      | [ 6 ]       |
| 2022 | 32 625      | [ 7 ]       |
| 2023 | 32 688      | [ 8 ]       |
| 2024 | 32 524      | [ 1 ]       |

## Города-побратимы
- Айхах, Германия (2006)[9]
- Бад-Ишль, Австрия (2012)[9]
- Бейт-Арье, Западный берег реки Иордан (2015)[9]
- Берегово, Украина (1991)[9]
- Богор, Индонезия (2009)[9]
- Брандис-над-Лабем-Стара-Болеслав, Чехия (2009)[9]
- Вагенинген, Нидерланды (1992)[9]
- Вальдеморо, Испания (2008)[9]
- Гисен, Германия (1988)[9]
- Дунайска-Стреда, Словакия (1994)[9]
- Живец, Польша (2002)[9]
- Лаксенбург, Австрия (1997)[9]
- Меркуря-Чук, Румыния (1990)[9]
- Сента, Сербия (1994)[9]
- Тюрнхаут, Бельгия (1999)[9]
- Форсса, Финляндия (1990)[9]
- Чжанчжоу, Китай (2013)[9]